# Хал (Тексас)
Хал (енгл. Hull) насељено је место без административног статуса у америчкој савезној држави Тексас.

## Демографија
По попису из 2010. године број становника је 669.
| Група             | 2000.    | 2010.       |
| Белци             | 0 (0,0%) | 641 (95,8%) |
| Афроамериканци    | 0 (0,0%) | 3 (0,4%)    |
| Азијати           | 0 (0,0%) | 0 (0,0%)    |
| Хиспаноамериканци | 0 (0,0%) | 18 (2,7%)   |
| Укупно            | 0        | 669         |